# Prom Queen
Pour plus de détails, voir Fiche technique et Distribution.
Prom Queen ou La Reine du Bal au Québec, est un téléfilm canadien réalisé par John L'Ecuyer sorti en 2004. 

## Synopsis
"Prom Queen" est l'histoire vraie de Marc Hall, un garçon de 17 ans, élève dans une école catholique canadienne. Marc est charismatique, sûr de lui et ouvertement gay depuis l'âge de 15 ans. Le moment du bal de promo est venu et, comme tous les jeunes de son âge, Marc rêve d'y aller, mais surtout d'y aller avec son petit ami. L'administration de l'école s'y oppose de manière catégorique. Marc va devoir se battre pour imposer son choix. Mais lorsque les médias vont le "stariser" et l'affaire aller jusqu'à la Cour Suprême, le jeune homme va-t-il avoir le courage de continuer le combat ?

## Fiche technique
- Titre  original : Prom Queen
- Réalisateur : John L'Ecuyer
- Scénariste : Michael MacLennan et Kent Staines
- Société de production :  Canadian Television Fund
- Producteur : Mary Young Leckie
- Musique du film :  Gary Koftinoff
- Directeur de la photographie : Glenn Warner
- Montage :  Mike Lee
- Distribution des rôles : Forrest & Forrest
- Création des décors :  Tim Bider
- Création des costumes : Tamara Winston
- Pays de production : Canada
- Genre : Comédie dramatique
- Durée : 92 minutes
- Date de sortie : France : 26 décembre 2004

## Distribution
- Aaron Ashmore (V.Q. : Claude Gagnon) : Marc Hall
- Marie Tifo (V.Q. : elle-même) : Emily Hall
- Jean-Pierre Bergeron (V.Q. : lui-même) : Andy Hall
- Scott Thompson : Lonnie Winn
- André Noble : Lard
- Mac Fyfe (V.Q. : Guillaume Champoux) : Jason
- Tamara Hope (V.Q. : Catherine Bonneau) : Carly
- Trevor Blumas (V.Q. : Sébastien Delorme) : Beau
- Fiona Reid (V.Q. : Michèle Lituac) : Lucinda Pilcher
- Dave Foley : Mr. Warrick
- Victoria Adilman : Miss Lawrence
- David Ferry : Mike Shields
- Nicholas Rose : Vinci
- Barbara Gordon : Connie Jukes
- R. D. Reid (V.Q. : Jean-Marie Moncelet) : Vincent
- John White : Otis
- Makyla Smith : Britney 1 an
- Brittany Allen : Britney 2 ans
- Nicole Dicker : Britney 3 ans
- Gary Reineke : Jeff Smith
- Tyler Kyte : Murray
- Maggie Huculak : Juge Shannon
- Mike Lobel : Napoléon
- Philip Eddolls : Geek 1
- Daniel Karasik : Geek 2
- Katie Bergin : Bull Dyke
- Kent Staines : Husky Man
- John Bayliss : Father Thornton
- Perry Perlmutar : Monty
- Sean O'Neill : Pretty Boy
- Richard Foty : Cantor

'Source et légende' : Version québécoise (VQ) sur Doublage QC